# Katakolo
Katakolo  (in greco Κατάκολο?; prima del 1970: Κατάκολον o Katakolon) è una località marittima della Grecia, situata nella prefettura dell'Elide, nel comune di Pyrgos.

## Geografia fisica
È situata a sud di Patrasso e Dounaiika, 12 km dal capoluogo Pyrgos, a ovest di Olimpia e a nord-ovest della Messenia. Le sue coordinate sono 37.75° (37'39°) N, 21.33° (20'20°) E.
Piccolo villaggio di pescatori, è cresciuto in seguito alla realizzazione di un moderno porto che permette l'attracco delle navi da crociera che fanno scalo nel suo porto per permettere ai crocieristi di visitare il sito archeologico di Olimpia. È celebre anche per il suo faro.
Oltre all'indotto croceristico la cittadina vive principalmente del turismo balneare e dei proventi della pesca.
Sono presenti una scuola, una chiesa e una piazza. È attraversata dalla linea ferroviaria Katakolo-Pyrgos. Secondo i dati del 2002 la popolazione ammonterebbe a 601 abitanti.